# Shelbyville (Indiana)
Shelbyville es una ciudad ubicada en el condado de Shelby en el estado estadounidense de Indiana. En el Censo de 2010 tenía una población de 19.191 habitantes y una densidad poblacional de 625,34 personas por km².

## Geografía
Shelbyville se encuentra ubicada en las coordenadas 39°32′2″N 85°46′25″O / 39.53389, -85.77361. Según la Oficina del Censo de los Estados Unidos, Shelbyville tiene una superficie total de 30.69 km², de la cual 29.95 km² corresponden a tierra firme y (2.41%) 0.74 km² es agua.

## Demografía
Según el censo de 2010, había 19.191 personas residiendo en Shelbyville. La densidad de población era de 625,34 hab./km². De los 19.191 habitantes, Shelbyville estaba compuesto por el 91.95% blancos, el 1.94% eran afroamericanos, el 0.2% eran amerindios, el 0.97% eran asiáticos, el 0.04% eran isleños del Pacífico, el 3.22% eran de otras razas y el 1.69% pertenecían a dos o más razas. Del total de la población el 7.09% eran hispanos o latinos de cualquier raza.